# الحسين أوشلا
الحسين أوشلا لاعب كرة قدم ومدرب كرة قدم مغربي و ولد بتاريخ 1 دجنبر 1970 في الرباط, وهو حالياً مدرب نادي الجمعية السلاوية ,ارتبط اسمه كثيرا بنادي الجيش الملكي كخريج لمدرسة النادي العسكري الذي يشغل مركز مدافع أوسط، وقد لعب لجيش الملكي 16 موسما بما فيها 15 موسما متتاليا، بحيث يعتبر اللاعب الأكثر مشاركة مع الجيش الملكي في تاريخه، وفاز معه فيها باربعة ألقاب لكأس العرش سنوات (1999-2003-2004-2008)، و توج معه بلقب الدوري المغربي لكرة القدم 2004-2005 و احتل معه مركز الوصافة موسم 2003-2004 و موسم 2005-2006، وفاز معه بأول لقب لكأس الاتحاد الأفريقي لسنة 2005، واحتل معه مركز الوصيف بنفس المسابقة سنة 2006، ولعب مع النادي العسكري مقابلة نهائي كأس السوبر الأفريقي الذي انهزمو به بضربات الترجيح امام نادي الأهلي بالقاهرة، وقد حمل قميص المنتخب المغربي لكرة القدم بكأس الأمم الأفريقية 2006.

## مسيرته
بدأ تكوينه بمدرسة الجيش الملكي، ثم لعب له من سنة 1990 إلى سنة 2006، ثم انتقل لنادي المغرب التطواني لعب له موسم ونصف ثم عاد لناديه الجيش الملكي فلعب له موسم 2008-2009 وفاز معه بلقب كأس العرش 2009.
ثم انتقل إلى نادي الجمعية السلاوية وتعرض إلى إصابة في الركبة، فكانت هذه الإصابة زوال مسيرته كلاعب.
فخرج من نادي الجمعية السلاوية كمدرب إلى مساعد مدرب بالجيش الملكي إلى غاية موسم 2013، بعدها انتقل إلى نادي شباب الريف الحسيمي كمستشار للمدربه كريستيان زيرماتان.
وفي 8 يناير 2014, ترك منصبه كمدرب لنادي شباب الريف الحسيمي لتباعد أرائه مع آراء إدارة الفريق الحسيمي.
بعد ذلك انتقل لتدريب نادي قصبة تادلة بالقسم الثاني من الدوري المغربي، وهو حالياً مدرب نادي الجمعية السلاوية.

## ألقابه

### و هو كلاعب
- كأس العرش
  - البطل : 1999، 2003، 2004، 2008
- الدوري المغربي الممتاز
  - البطل : 2005
  - الوصيف : 2004، 2006
- كأس الاتحاد الأفريقي
  - البطل: 2005
  - النهائي : 2006
- كأس السوبر الأفريقي
  - النهائي : 2005

و شارك في كأس الأمم الأفريقية لكرة القدم 2006 رفقة المنتخب المغربي لكرة القدم.

### وهو كمدرب
مع نادي الجمعية السلاوية
- الدوري المغربي لكرة القدم القسم الثاني :
  - 2013 : وصيف البطل.